# Purvis (Mississippi)
Purvis é uma cidade localizada no estado americano de Mississippi, no Condado de Lamar.

## Demografia
Segundo o censo americano de 2000, a sua população era de 2164 habitantes.
Em 2006, foi estimada uma população de 2531, um aumento de 367 (17.0%).

## Geografia
De acordo com o United States Census Bureau tem uma área de
10,2 km², dos quais 10,2 km² cobertos por terra e 0,0 km² cobertos por água. Purvis localiza-se a aproximadamente 118 m acima do nível do mar.

## Localidades na vizinhança
O diagrama seguinte representa as localidades num raio de 36 km ao redor de Purvis.